# Slots-A-Fun Casino
Het Slots-A-Fun Casino is een casino op de Strip in Las Vegas, Nevada. Het casino is een onderdeel van het naastgelegen Circus Circus en wordt beheerd door MGM Resorts International. Het is een van de kleinste casino's aan de strip en vandaag de dag zijn er alleen nog speelautomaten gehuisvest.

## Geschiedenis
Rond 1970 werd het casino beheerd door Carl Thomas, een lid van de maffia. Samen met zijn familie beheerde hij het casino en maakte zo geld vrij voor de maffia. Later werd Thomas gearresteerd en veroordeeld voor zijn aandeel in deze praktijken. Het casino werd vervolgens overgenomen door MGM Resorts International die vanaf 2009 het casino combineerde met Circus Circus. Daarnaast werd er in 2011 besloten dat er alleen nog maar speelautomaten zouden komen.